# Hippel (familia noble)

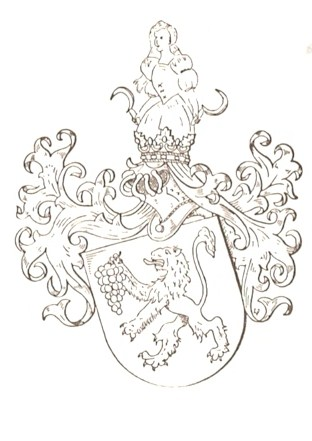
Escudo de armas de la familia Hippel a partir de 1790.

Hippel, encontrada habitualmente precedida con el von alemán, es el apellido de una familia noble originaria Prusia Oriental.

## Historia
El linaje confiable de la familia comienza con Melchior Hippel (1625-1677), comerciante de telas y concejal de la entonces Rastemburgo (actual Ketrzyn, Polonia). El nombre proviene de Hippe (un tipo de hoz o corquete), como se desprende del sello y del escudo familiar.

## Elevación de la nobleza
La elevación a la nobleza imperial tuvo lugar el 3 de enero de 1790 en Viena para los hermanos Theodor Gottlieb Hippel, consejero real privado de Prusia en materia militar en Königsberg, y Gotthard Friedrich Hippel, pastor en Arnau, así como para sus primos, los hermanos Georg Hippel, doctor en medicina y alcalde de Rastenburg; Melchior Hippel, tesorero de la ciudad de Rastemburgo; y su primo Christoph Hippel, tesorero de la ciudad de Johannesburgo (actual Pisz, Polonia). El reconocimiento prusiano de la nobleza se produjo el 6 de noviembre de 1790 en Berlín.

## Escudo de armas
- Sello de 1739: Una corquete (hoz) en el escudo. Una estrella en el casco.
- Escudo de 1790 (idéntico al de la familia Hippel de maestros herreros, familia de ricoshombres en el Principado de Sagan en el siglo XV): un león dorado vestido de azul que sostiene una uva en sus patas delanteras. Sobre el casco con cubiertas azules y doradas, una doncella en crecimiento vestida de blanco con un corpiño azul, sostiene una hoz con un mango dorado en cada mano.

## Portadores del apellido
- Theodor Gottlieb von Hippel der Ältere (1741–1796), estadista, escritor y crítico social, representante de la Ilustración, activista por los derechos de la mujer, amigo de Immanuel Kant.
- Theodor Gottlieb von Hippel der Jüngere (1775–1843), presidente de distrito; autor de An mein Volk (en alemán: Llamamiento a mi pueblo) de 1813; sobrino del pensador de la Ilustración homónimo y amigo de E. T. A. Hoffmann.
- Arthur von Hippel (médico) (1841–1916), oftalmólogo alemán.
- Konrad von Hippel (1862–1934), teniente general.
- Horst von Hippel (1865–1920), contraalmirante alemán.
- Robert von Hippel (1866–1951), erudito alemán en derecho penal, autor de la obra estándar de dos volúmenes Deutsches Strafrecht en alemán: Derecho penal alemán), publicada por primera vez en 1925.
- Eugen von Hippel (1867–1939), oftalmólogo alemán
- Walter von Hippel (Landrat) (1872–1936), abogado administrativo alemán.
- Frank von Hippel (* 1937), físico estadounidense.
- Eric von Hippel (* 1941), economista.
- William von Hippel (* 1963), psicólogo social germano-australiano-estadounidense.
- Theodore von Hippel (1890–1977), teniente coronel alemán.
- Ernst von Hippel (1895–1984), jurista alemán.
- Walter von Hippel (General) (1897–1972), teniente general alemán.
- Fritz von Hippel (1897–1991), jurista alemán.
- Arthur R. von Hippel (1898–2003), científico de la materia y físico germano-estadounidense.
- Eike von Hippel (1935–2016), jurista alemán.